# 约恩苏大学
62°36′10″N 29°44′50″E / 62.60278°N 29.74722°E
约恩苏大学（芬蘭語：Joensuun yliopisto），是芬兰共和国东芬兰省的一所已不存在的综合性大学，1969年成立，2010年与库奥皮奥大学合并为东芬兰大学。合并前的约恩苏大学主校区位于约恩苏，在萨翁林纳也设有校区，在伊洛曼齐设有研究站。约恩苏大学2009年时员工数目约为1400人，其中萨翁林纳校区170人；学生8500余人，其中萨翁林纳校区1100人。

## 历史沿革
约恩苏大学于1969年建校，称为“约恩苏高等学院”（Joensuun korkeakoulu），1984年改为现名。重点发展林学、教育学、光学、材料学、信息技术等学科。21世纪初，芬兰进行高等教育改革，芬兰教育部自2007年起开始进行约恩苏大学与库奥皮奥大学的合并工作。这两所大学最终于2010年1月1日合并为“东芬兰大学”（Itä-Suomen yliopisto）。

## 教学及研究机构

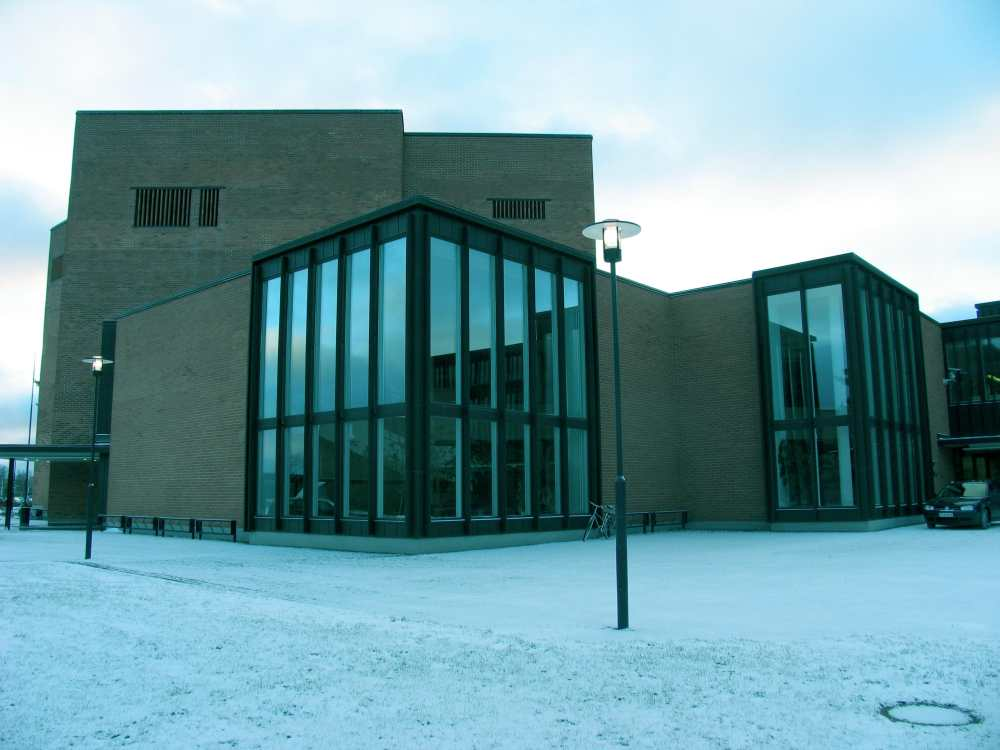
约恩苏大学

与库奥皮奥大学合并之前，约恩苏大学设有8个学院，分别为：生物科学学院、教育学院、林业科学学院、人文学院、法经商学院、理学院、社会科学与区域研究学院、神学院。
独立机构有：计算中心、继续教育中心、教育技术中心、芬俄跨国大学、旅游研究中心、卡累利阿研究所、语言中心、梅克里湖研究站（位于伊洛曼齐）、萨翁林纳继续教育与区域发展中心（位于萨翁林纳）、图书馆等。
约恩苏大学为国际学生开设了基础芬兰语课程和13个国际课程。其中5个为非学位课程，课程周期一般为1学年，主要面向交换生，分别是：卡累利阿、俄罗斯与波罗的海区域学习，环境科学与林业学习，教育科学，法学，以及社会科学。3个为硕士课程，分别是：人类地理学硕士课程、文化多样性硕士课程、信息技术硕士课程。1个为博士课程，即教育技术博士课程。3个为欧盟Erasmus Mundus硕士课程，分别是：欧洲林业硕士课程（与奥地利维也纳农业大学、德国弗莱堡大学、西班牙莱里达大学、瑞典农业大学、荷兰瓦赫宁恩大学合办），欧洲临床语言学硕士课程（与荷兰格罗宁根大学、意大利米兰比科卡大学、德国波茨坦大学合办），信息与媒体技术中的色彩硕士课程（与西班牙格拉纳达大学、法国圣艾蒂安大学、挪威约维克大学学院合办）。此外，信息与通信技术硕士课程通过芬俄跨国大学与芬兰和俄罗斯的其它大学合办。

## 国际交流
约恩苏大学通过双边协议与世界上23个国家的55所大学建立了合作关系。约恩苏大学还是欧洲大学基金会、中国复旦大学北欧中心以及印度北欧中心的成员。自2003年起，约恩苏大学成为联合国环境署的合作大学。